# Prämaß
Ein Prämaß ist eine spezielle Mengenfunktion in der Maßtheorie, die verwendet wird, um den intuitiven Volumenbegriff mathematisch zu präzisieren. Im Gegensatz zu einem Maß muss der Definitionsbereich eines Prämaßes keine σ-Algebra sein.

## Definition
Eine Mengenfunktion {\displaystyle \mu :{\mathcal {C}}\to [0,\infty ]} von dem Mengensystem {\displaystyle {\mathcal {C}}} heißt Prämaß, wenn sie die folgenden Eigenschaften erfüllt:
- Es ist {\displaystyle \mu (\emptyset )=0}
- Sie ist σ-additiv, das heißt für jede Folge {\displaystyle (A_{i})_{i\in \mathbb {N} }} abzählbar vieler paarweise disjunkter Mengen aus {\displaystyle {\mathcal {C}}} mit {\displaystyle \textstyle \bigcup _{i=1}^{\infty }A_{i}\in {\mathcal {C}}} gilt:

{\displaystyle \mu \left(\bigcup _{i=1}^{\infty }A_{i}\right)=\sum _{i=1}^{\infty }\mu (A_{i}).}
Alternativ lässt sich ein Prämaß auch als ein {\displaystyle \sigma }-additiver Inhalt definieren. Als Mengensystem {\displaystyle {\mathcal {C}}} wählt man meist einen Halbring oder einen Ring.
Ein Prämaß heißt endlich, wenn {\displaystyle \mu (A)<\infty } für alle {\displaystyle A\in {\mathcal {C}}} gilt. Ein Prämaß heißt {\displaystyle \sigma }-endlich, wenn es eine Zerlegung {\displaystyle (A_{i})_{i\in \mathbb {N} }} von {\displaystyle \Omega } in {\displaystyle {\mathcal {C}}} gibt, so dass {\displaystyle \mu (A_{i})<\infty } für alle {\displaystyle i\in \mathbb {N} } gilt.

## Eigenschaften
Je nachdem, auf welchem Mengensystem ein Prämaß definiert ist, ändern sich die Eigenschaften. Zusätzlich zu allen hier genannten Eigenschaften gelten auch alle Eigenschaften von Inhalten auf dem entsprechenden Mengensystem.

### Im Halbring
Falls {\displaystyle {\mathcal {C}}={\mathcal {H}}} ein Halbring ist, dann kann man zu jedem Prämaß {\displaystyle \mu } auf {\displaystyle {\mathcal {H}}} ein eindeutiges Prämaß {\displaystyle \mu '} auf dem von {\displaystyle {\mathcal {H}}} erzeugten Ring {\displaystyle {\mathcal {R}}} konstruieren. Siehe hierzu auch den Abschnitt über Fortsetzungen.

### Im Ring
Falls {\displaystyle \mu } ein Inhalt auf einem Ring {\displaystyle {\mathcal {C}}={\mathcal {R}}} ist, dann gelten bei den folgende Eigenschaften die Implikationen: {\displaystyle 1\iff 2\iff 3\Longrightarrow 4\iff 5}
1. {\displaystyle \mu } ist ein Prämaß.
2. σ-subadditiv (Sigma-subadditiv), es gilt folglich:
{\displaystyle \mu \left(\bigcup _{j\in \mathbb {N} }A_{j}\right)\leq \sum _{j\in \mathbb {N} }\mu (A_{j})} für jede Folge von Mengen {\displaystyle (A_{j})_{j\in \mathbb {N} }} in {\displaystyle {\mathcal {C}}} mit {\displaystyle \bigcup _{j\in \mathbb {N} }A_{j}\in {\mathcal {C}}}
3. Stetigkeit von unten: Ist {\displaystyle (A_{i})_{i\in \mathbb {N} }} eine gegen {\displaystyle A\in {\mathcal {R}}} aufsteigende Folge von Mengen aus {\displaystyle {\mathcal {R}}}, so ist {\displaystyle \mu (A_{i})\uparrow \mu (A)}.
4. Stetigkeit von oben: Ist {\displaystyle (A_{i})_{i\in \mathbb {N} }} eine gegen {\displaystyle A\in {\mathcal {R}}} absteigende Folge von Mengen aus {\displaystyle {\mathcal {R}}}  mit {\displaystyle \mu (A_{1})<\infty }, so ist {\displaystyle \mu (A_{i})\downarrow \mu (A)}.
5. Stetigkeit gegen {\displaystyle \emptyset }: Ist {\displaystyle (A_{i})_{i\in \mathbb {N} }} eine gegen {\displaystyle \emptyset } absteigende Folge von Mengen aus {\displaystyle {\mathcal {R}}} mit {\displaystyle \mu (A_{1})<\infty }, so ist {\displaystyle \mu (A_{i})\downarrow 0}.

Diese Eigenschaften werden auch oft als Charakterisierung genutzt. Ist das Prämaß endlich, so gilt bei allen Eigenschaften Äquivalenz.

## Fortsetzbarkeit

### Von Halbringen auf Ringe
Man kann zu jedem Prämaß {\displaystyle \mu } auf dem Halbring {\displaystyle {\mathcal {H}}} ein Prämaß {\displaystyle \mu '} auf dem von {\displaystyle {\mathcal {H}}} erzeugten  Ring {\displaystyle {\mathcal {R}}} konstruieren. Aufgrund der Eigenschaften eines Halbringes gibt es für alle {\displaystyle A\in {\mathcal {R}}} paarweise disjunkte Mengen {\displaystyle A_{1},A_{2},\dotsc ,A_{m}\in {\mathcal {H}}} mit {\displaystyle \textstyle A=\bigcup _{j=1}^{m}A_{j}}. Indem man {\displaystyle \mu '} durch
{\displaystyle \mu '(A):=\sum _{j=1}^{m}\mu (A_{j})}
definiert, erhält man eine eindeutig bestimmte Fortsetzung {\displaystyle \mu '}. Die Fortsetzung  {\displaystyle \mu '} ist genau dann {\displaystyle \sigma }-endlich, wenn {\displaystyle \mu } {\displaystyle \sigma }-endlich ist.

### Zu einem Maß
Nach dem Maßerweiterungssatz von Carathéodory kann ein Prämaß auf einem Ring {\displaystyle {\mathcal {R}}} zu einem Maß auf der vom Ring erzeugten σ-Algebra fortgesetzt werden. Dazu wird aus dem Prämaß zuerst ein äußeres Maß {\displaystyle \nu } konstruiert. Diejenigen Mengen, die bezüglich dieses äußeren Maßes messbar sind bilden eine σ-Algebra {\displaystyle {\mathcal {A}}_{\nu }}. Die Einschränkung {\displaystyle \nu |_{{\mathcal {A}}_{\nu }}} des äußeren Maßes auf diese σ-Algebra ist dann ein Maß, dass auf {\displaystyle {\mathcal {R}}} mit dem Prämaß übereinstimmt. Des Weiteren enthält {\displaystyle {\mathcal {A}}_{\nu }} den Ring {\displaystyle {\mathcal {R}}} und damit auch die von dem Ring erzeugte σ-Algebra {\displaystyle \sigma ({\mathcal {R}})}.
Außerdem ist {\displaystyle (\Omega ,{\mathcal {A}}_{\nu },\nu |_{{\mathcal {A}}_{\nu }})} ein Vollständiger Maßraum und {\displaystyle \nu |_{{\mathcal {A}}_{\nu }}} ist die Vervollständigung von {\displaystyle \nu |_{\sigma ({\mathcal {R}})}}.
Ist das Prämaß σ-endlich, so folgt mit dem Eindeutigkeitssatz für Maße die Eindeutigkeit der Fortsetzung.

## Beispiele

### Lebesguesches Prämaß
Das wichtigste Prämaß ist das sogenannte Lebesgue’sche Prämaß
{\displaystyle \lambda ([a,b))=b-a}.
auf dem Halbring der halboffenen Intervalle {\displaystyle [a,b)} auf den reellen Zahlen. Es lässt sich auch auf höhere Dimensionen verallgemeinern. Aus ihm wird das Lebesgue-Maß und anschließend das Lebesgue-Integral konstruiert.

### Lebesgue-Stieltjessches Prämaß
Ein weiteres wichtiges Prämaß ist das Lebesgue-Stieltjesches Prämaß, aus dem sich das Lebesgue-Stieltjes-Maß und das Lebesgue-Stieltjes-Integral ableitet:
{\displaystyle \mu _{F}([a,b))=F(b)-F(a)},
wobei {\displaystyle F} eine wachsende rechtsseitig stetige reellwertige Funktion ist. Ist {\displaystyle F} nicht rechtsseitig stetig, so handelt es sich um den Stieltjes’schen Inhalt. Für {\displaystyle F(x)=x} stimmt es mit dem Lebesgueschen Prämaß überein. Jedes endliche Prämaß auf den Reellen Zahlen kann als Lebesgue-Stieltjessches Prämaß dargestellt werden mit einer passenden Funktion {\displaystyle F}.